# Osady klastyczne
Osady klastyczne (osady okruchowe) – osady składające się z nagromadzonych różnej wielkości okruchów minerałów i skał, które wcześniej uległy erozji.
Wśród osadów klastycznych rozróżnia się osady:
- hydroklastyczne – powstałe w wyniku działalności wód,
- krioklastyczne – powstałe w wyniku działalności lodowców,
- anemoklastyczne – powstałe w wyniku działalności powietrza,
- piroklastyczne – powstałe w wyniku działalności wulkanów.

Do osadów klastycznych należą piaskowce i zlepieńce, powstałe z piasku i żwiru w procesie diagenezy oraz utwory powstające współcześnie: piaski, żwiry.